# Отвил сир Фјер
Отвил сир Фјер (фр. Hauteville-sur-Fier) насеље је и општина у источној Француској у региону Рона-Алпи, у департману Горња Савоја која припада префектури Анси.
По подацима из 2011. године у општини је живело 836 становника, а густина насељености је износила 170,61 становника/km². Општина се простире на површини од 4,9 km². Налази се на средњој надморској висини од 390 метара (максималној 524 m, а минималној 320 m).

## Демографија
| 1962. | 1968. | 1975. | 1982. | 1990. | 1999. | 2011. |
| ----- | ----- | ----- | ----- | ----- | ----- | ----- |
| 323   | 357   | 349   | 407   | 500   | 685   | 836   |

График промене броја становника у току последњих година